# Stoned at the Nail Salon
«Stoned at the Nail Salon» es una canción interpretada por la cantautora neozelandesa Lorde, incluida en su tercer álbum de estudio Solar Power (2021). Lorde y Jack Antonoff se encargaron de la composición y producción del tema, que fue publicado el 21 de julio de 2021 por Lava Records como el segundo sencillo del disco.

## Antecedentes y composición
El 20 de junio de 2021, Lorde reveló la lista de canciones que conformarían su tercer álbum de estudio Solar Power, entre ellas, «Stoned at the Nail Salon». Casi un mes después, anunció que publicaría dicha canción como el segundo sencillo del disco el 21 de julio.

## Recepción

### Comentarios de la crítica

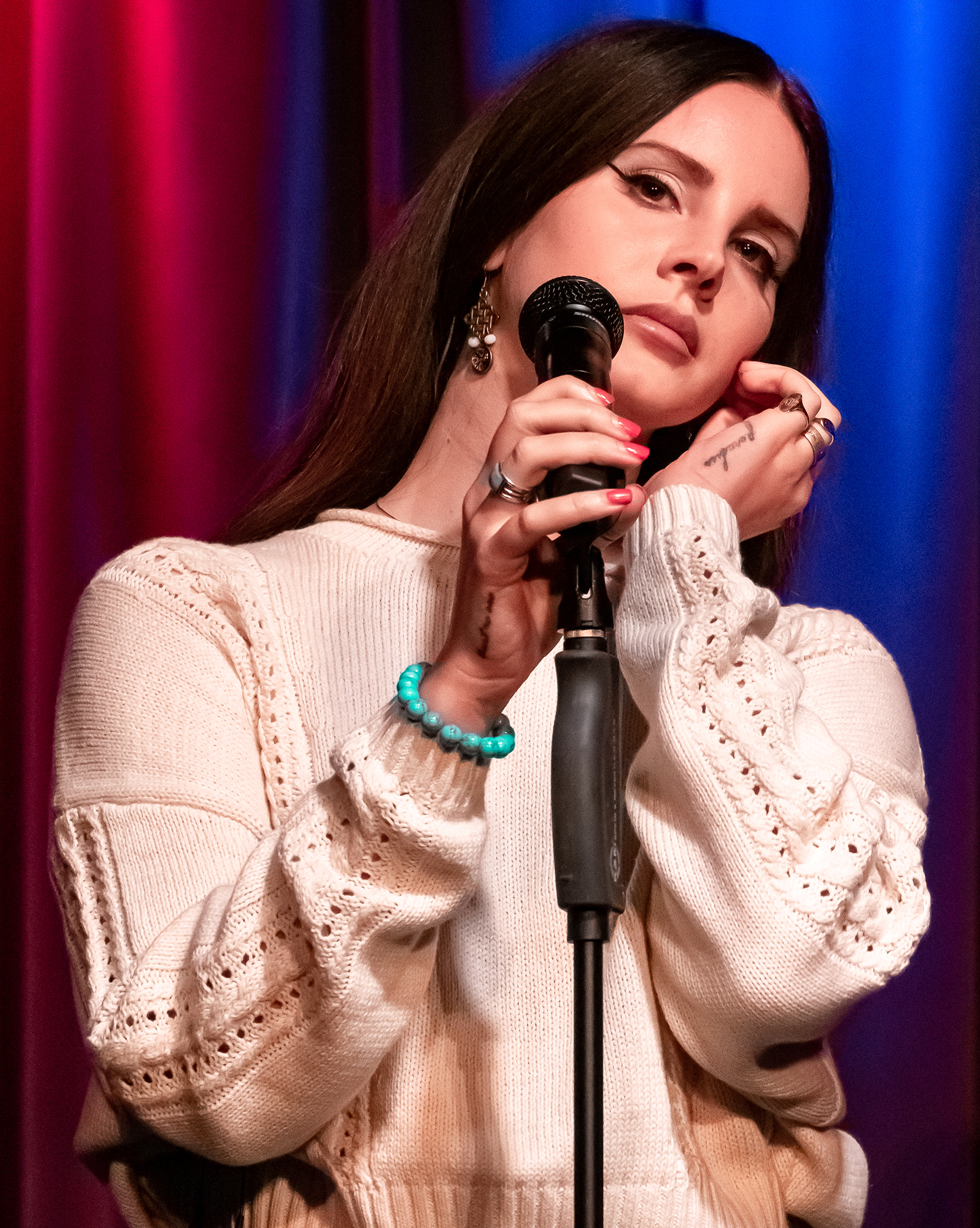
Algunos reseñistas notaron cierta similitud entre «Stoned at the Nail Salon» y la música de la cantante Lana Del Rey (en la imagen).

Althea Legaspi y Brittany Spanos de Rolling Stone mencionaron que, a diferencia de su predecesor, «Stoned at the Nail Salon» era una «reflexión sombría acerca de envejecer». Stephen Ackroyd de la revista Dork la describió como una «delicada pista de tono bajo». Hannah Dailey de Billboard opinó que pese a tener una «producción simple», poseía «letras vastas y profundas» en las cuales Lorde se preguntaba si había elegido «el camino correcto» en su vida. Además, comparó el tema con otras canciones de la intérprete como «Ribs» y «Liability», incluidas en Pure Heroine (2013) y Melodrama (2017), respectivamente. Jordi Bardají del sitio web Jenesaispop escribió que se trataba de «una bonita balada de folk luminosa y optimista, pero en la que también se percibe un poso de melancolía» cuya composición le recordaba a Lana Del Rey; asimismo, coincidió con Dailey al explicar que la pista era «todavía más minimalista» que su anterior sencillo, aunque reconoció que la voz de la cantante «multiplicada por capas» enriquecía la grabación. Justin Curto de Vulture expresó que la canción encajaba mejor con los temas de Pure Heroine y Melodrama, que con «Solar Power». En una reseña mixta, Quinn Moreland de Pitchfork reconoció que el verso inicial «tengo una espoleta secándose en el alféizar de la ventana de mi cocina. Por si acaso me despierto y me doy cuenta de que elegí mal»  era una de sus mejores composiciones hasta el momento, sin embargo, comentó que la pista «se volvía cada vez más abstracta» a medida que avanzaba. Por otro lado, aseguró que su «producción subestimada» era «inquietatemente» similar a la del álbum Chemtrails over the Country Club (2021) de Lana Del Rey, que al igual que la de «Stoned at the Nail Salon», fue hecha en su mayoría por Jack Antonoff.

## Presentaciones en directo
El 21 de julio de 2021, Lorde interpretó «Stoned at the Nail Salon» por primera vez en el programa Late Night with Seth Meyers junto a Jack Antonoff. A principios de agosto, la artista compartió un videoclip en los que canta el tema en la azotea de los Electric Lady Studios acompañada nuevamente de Antonoff.

## Posicionamiento en listas
| Australia      | ARIA Top 100 Singles         | 60 |
| Estados Unidos | Hot Alternative Songs        | 15 |
| Estados Unidos | Hot Rock & Alternative Songs | 18 |
| Irlanda        | Irish Singles Chart          | 75 |
| Reino Unido    | UK Singles Chart             | 85 |
| Nueva Zelanda  | Top 20 New Zealand Singles   | 6  |
| Nueva Zelanda  | Top 40 Singles               | 22 |